# دومينغو لورينزو رودريغيز
دومينغو لورينزو رودريغيز (بالإسبانية: Domingo Lorenzo Rodríguez)‏ هو سياسي إسباني، ولد في 11 نوفمبر 1954. حزبياً، نشط في المواطنون (حزب سياسي إسباني). في الانتخابات العامة الإسبانية 2016 ‏، انتخب عضو مجلس النواب الإسباني ‏ عن دائرة Castellón (Congress of Deputies constituency) ‏ خلال فترته النيابية ‏ (12 يوليو 2016 – 13 أكتوبر 2016) وفي الانتخابات العامة الإسبانية 2015 ‏، انتخب عضو مجلس النواب الإسباني ‏ عن دائرة Castellón (Congress of Deputies constituency) ‏ خلال فترته النيابية ‏ (7 يناير 2016 – 3 مايو 2016).